# Bawtugai

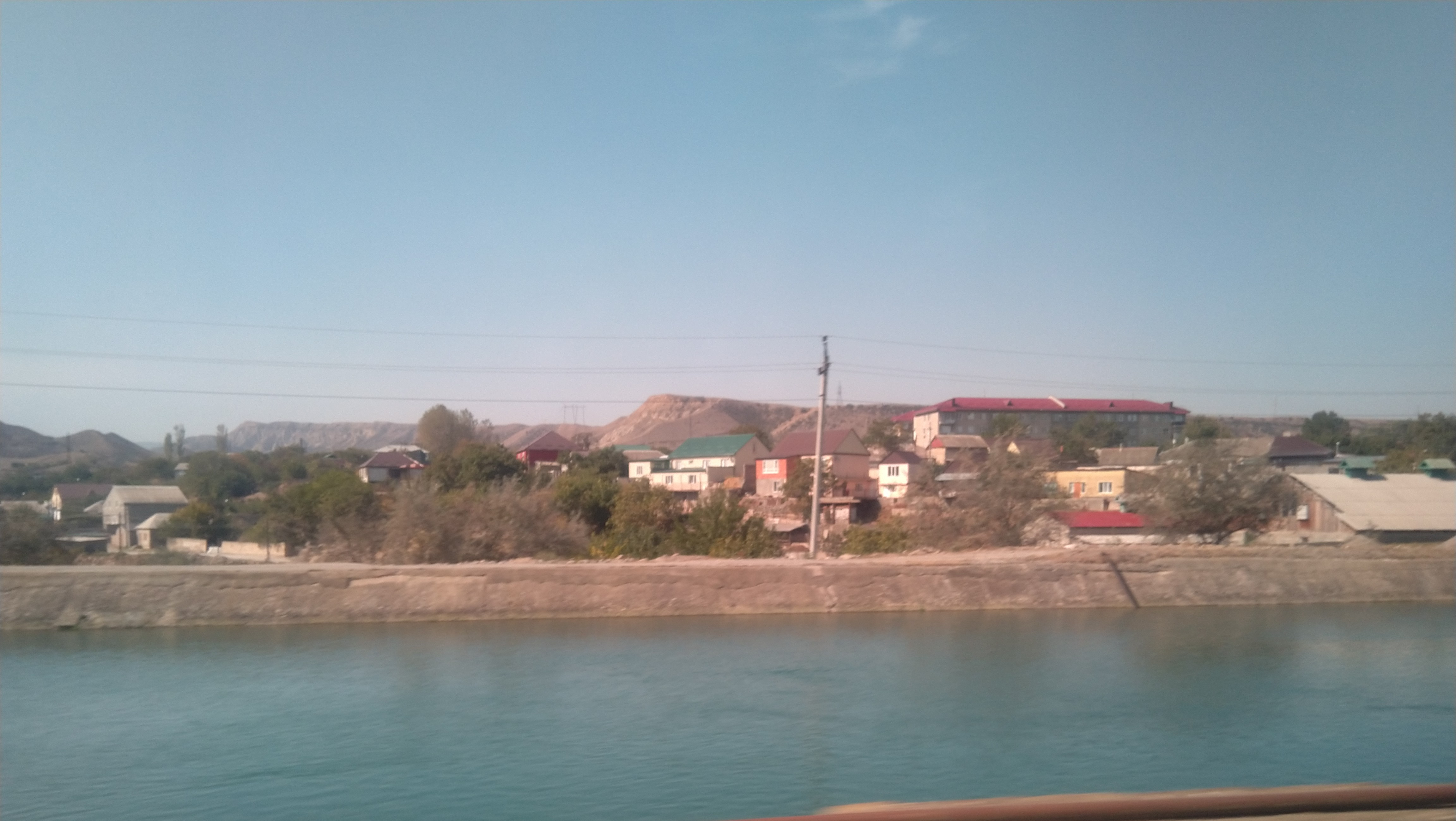
Bawtugai

Bawtugai (russisch Бавтуга́й) ist eine Siedlung städtischen Typs in der Republik Dagestan in Russland mit 4765 Einwohnern (Stand 14. Oktober 2010).

## Geographie
Der Ort liegt knapp 60 km Luftlinie nordwestlich der Republikhauptstadt Machatschkala am Rand des Großen Kaukasus. Er befindet sich links des ursprünglichen Bettes des Flusses Sulak sowie des Ableitungskanals vom 2 km südlich gelegenen Damm der Tschirijurt-Talsperre zum nördlich gelegenen Wasserkraftwerk.
Bawtugai gehört zum Stadtkreis Kisiljurt und liegt knapp 5 km südwestlich des Zentrums der Stadt Kisiljurt. Die Siedlung ist überwiegend von Awaren bewohnt.

## Geschichte
Die Siedlung geht auf den unmittelbar nordöstlich anschließenden, rechts des Kanals gelegenen ursprünglich kumykischen Aul Bawtugai – sein Name steht im Kumykischen für „blühender Weinberg“ – zurück; heute Dorf (selo) Stary Bawtugai („Alt-Bawtugai“). 1819 war es Schauplatz der ersten großen Schlacht des Kaukasuskrieges.
Der neue Ort entstand 1957 als Arbeitersiedlung im Zusammenhang mit dem von 1954 bis 1964 andauernden Bau der Tschirijurt-Talsperre. 1963 wurde er der Verwaltung der neu gebildeten Stadt Kisiljurt unterstellt. 1992 erhielt Bawtugai den Status einer Siedlung städtischen Typs.

### Bevölkerungsentwicklung
| Jahr | Einwohner |
| ---- | --------- |
| 1959 | 2153      |
| 2002 | 5042      |
| 2010 | 4765      |

Anmerkung: Volkszählungsdaten

## Verkehr
Etwa 2 km nördlich von Bawtugai verläuft die föderale Fernstraße R217 Kawkas (auf dem Abschnitt bis Machatschkala zugleich Teil der Europastraße 50). In Kisiljurt befindet sich die nächstgelegene Bahnstation an der Strecke Rostow am Don – Machatschkala – Baku.